# Lendufolket
Lendufolket är en etnisk grupp i östra Kongo-Kinshasa, i området väst och nordväst om Albertsjön, framförallt i Ituriregionen.
Lenduspråket som tillhör den nilo-sahariska språkgruppen talas av ca 750 000 människor i Kongo-Kinshasa och ytterligare 10 000 i Uganda. Motsättningar mellan det jordbrukande lendufolket och det boskapsskötande hemafolket ligger till grund för iturikonflikten.